# هجوم ريف دمشق (أغسطس–نوفمبر 2014)

محافظة ريف دمشق.

هجوم ريف دمشق كان هجوما من الجيش السوري على محافظة ريف دمشق أطلق في أواخر أغسطس 2014 كجزء من الحرب الأهلية السورية.

## الهجوم
أعقب الجيش السوري الاستيلاء على بلدة المليحة في منتصف أغسطس 2014 ثم دفع الجيش في جوبر في وقت لاحق من ذلك الشهر. قتل نحو 150 متمردا خلال هجوم للجيش بدعم من الغارات الجوية في 29 أغسطس. قتل العشرات بعد أن شنت الحكومة 25 غارة جوية على الحي في 2 سبتمبر.
كما استولت قوات الجيش وحزب الله على بلدة حطيطة الجرش شرق المليحة بعد أيام من القتال العنيف.
في 7 سبتمبر اندلعت اشتباكات حول الدخانية في محاولة من قبل القوات الحكومية لإعادة السيطرة على الدخانية التي استولت عليها جبهة النصرة قبل يوم واحد حيث قتلت ما لا يقل عن 40 من الجنود النظاميين في المنطقة. في اليوم التالي أسفر القتال في الدخانية عن مقتل 10 متمردين في وسط الهجوم المضاد للجيش. اعتبر الهجوم الذي شنه المتمردون على الدخانية محاولة لتخفيف الضغط على المناطق الأخرى التي يسيطر عليها المتمردون والتي كانت تتعرض لهجوم الجيش في الأيام السابقة.
في 23 سبتمبر أطلق الجيش السوري السوري هجوما أدى إلى الاستيلاء على مصنع الحديد ومحطة عدرا للبترول ومحطة المنظفات والمصنع الكيميائي ومخبز عدرا. ذكر مصدر عسكري أن اثنين من قادة الجبهة الإسلامية قتلوا خلال المعركة. قتل 102 متمرد في حين عانى الجيش والجبهة من 48 قتيلا.
في 25 سبتمبر استولت القوات الحكومية بالكامل على عدرا العمالية (قطاع عدرا الصناعي). بعد يومين قامت القوات الحكومية بالضغط على هجومها واستولت على منطقة عدرا البلد وبالتالي استولى الجيش على كل عدرا. توفي 27 متمردا خلال النهار بينما استسلم 38 متمردا. قتل 73 جنديا خلال المعركة من أجل المدينة.
في 28 سبتمبر استعاد الجيش الدخانية مما أنهى محاولة المتمردين لتخفيف الضغط على جبهة جوبر.
في 29 سبتمبر ظلت الحالة في منطقة الدخانية هادئة في حين استولى الجيش على الصوان وكان يقاتل من أجل تل كردي أثناء تقدمهم نحو دوما. قتل 16 مقاتلا من جبهة النصرة في الاشتباكات على مشارف الدخانية خلال النهار. في اليوم التالي استمر القتال في مزارع تل كردي والقطري في ضواحي دوما.
في 6 أكتوبر قام الجيش بتأمين الدخانية بالكامل حيث واصل الهجوم على دوما.
في 8 أكتوبر أفاد مصدر حكومي بأن الجيش استولى على بلدة الريحان بالقرب من دوما. أكد ذلك جزئيا من قبل المرصد السوري لحقوق الإنسان عندما ذكرت بعد يومين اشتباكات مستمرة في المنطقة مع تقدم القوات الحكومية. وفقا لمصدر عسكري قتل 53 متمردا.
في 11 أكتوبر استولى الحرس الجمهوري على وادي عين ترما في الغوطة الشرقية. ذكر مصدر عسكري أن ما يقرب من 180 مقاتلا من جيش الإسلام قتلوا خلال الحصار الذي استمر شهرا واحدا على المنطقة بمن فيهم قائدهم. قيل أن استخدام القوات الجوية للقنابل المغفلة من قبل القوات الجوية هو العامل الحاسم في القتال منذ أن عرقلوا طرق الإمداد السري للمتمردين وعرقلوها مما أجبر المتمردين على التراجع وتمكن الحرس الجمهوري من عبور نهر بردى. أدى ذلك إلى وصول القوات الحكومية إلى مدينة عين ترما التي يسيطر عليها المتمردون.
بحلول ذلك الوقت قامت القوات الحكومية أيضا بتأمين مزارع تل كردي والريحان ومزارع العلية. فتح هذا الطريق بين دمشق وبغداد وقطع جميع إمدادات الجيش والإغاثة من المتمردين إلى دوما.
بحلول 13 أكتوبر وفقا إلى المصدر نيوز سيطر الجيش السوري على 70٪ من جوبر وكان يتقدم نحو ساحة البرلمان. في اليوم التالي أفادوا بأن الجيش حصل على 75٪ من جوبر وكان يهاجم مواقع المتمردين في دوار ميسلون. قتل 15 متمردا في القتال في جوبر بالقرب من الزبلطاني.
في 16 أكتوبر شن المتمردون هجوما مضادا على الجناح الخلفي للجيش في جوبر وتقدموا من قبل المقبرة القديمة قبل أن يتمكن الجيش من إعادة تجميع صفوفهم وصد هجومهم واستعادة الأرض المفقودة وفقا للمصدر نيوز. قتل ما لا يقل عن 23 متمردا و 12 جنديا في القتال.
في 19 أكتوبر استولى الجيش السوري بالكامل على جسر زملكا في منطقة جوبر مما أدى إلى فقدان خطوط الإمداد المتعددة للمتمردين في جوبر. في اليوم نفسه أمن الجيش السوري شبكة نفق كانت بمثابة خط إمداد للمتمردين في جوبر.
في 20 أكتوبر عززت القوات الحكومية في جوبر بأفراد من القوات الخاصة المدربين حديثا.
في 28 أكتوبر استولى الجيش على قريتي هوش الفرح والميدعة. وفقا لمصدر عسكري قتل 42 متمردا و 13 جنديا في القتال. بعد يومين تولى الجيش السوري أيضا مركز جوبر الشرقي ولم يترك المتمردون سوى سيطرة على دوار المنشر وساحة البرلمان. في 1 نوفمبر قتل في منطقة هوش الفرح 30 متمردا. خلال هذا الوقت دخل عشرات الأشخاص إلى منطقة القدم بعد التوصل إلى اتفاق بين الحكومة والمتمردين من خلال الوساطة.
في 6 نوفمبر استولت القوات الحكومية على منطقة بلعة الجديدة شرق مليحة وبذلك استكملت تطويق مدينة زبدين. بعد أربعة أيام دخل الجيش زبدين من الشمال الشرقي بعد الاستيلاء على منطقة المزرعة جنوب شرق هيتيتا الجرش وتبع ذلك قتال عنيف. كما وقعت اشتباكات في دير العصافر.
في 17 نوفمبر استولى الجيش على تل الريحان جنوب غربي الريحان وكسر حصار المتمردين لفترة وجيزة للقرية.
في 22 نوفمبر استولى الجيش على زبدين أو على الأقل جزء منه. أسفر القتال عن مقتل 12 جنديا. في فترة ما بعد الظهر شنت هجوما مضادا للمعارضة أدى إلى استعادة المتمردين بعض أجزاء المدينة قبل أن يتم ردهم. قتل 40 متمردا. في وقت لاحق من تلك الليلة قتل أكثر من 25 جنديا في كمين للمتمردين في منطقة زبدين أجبر القوات الحكومية على الانسحاب من المنطقة. نفى مصدر مؤيد للحكومة الانسحاب على الرغم من أنه تأكد لاحقا أن المتمردين استعادوا الجزء الغربي من البلدة.

## فيما بعد - اشتباكات ديسمبر
في أوائل ديسمبر استمر القتال في زابدين مع قوات من الفرقة الرابعة يقال أنها تمكنت من اختراق دفاعات المتمردين في الجزء الغربي من زبدين ودخولها.
تكثف القتال أيضا في داريا حيث استولى الجيش على أربع كتل من المدن ولكن الوضع العام كان أن كلا الطرفين يتنافسان في معركة لا تكل لاستعادة الأراضي. بعد أسبوع أفاد مصدر معارض أن المتمردين عكسوا مكاسب الجيش في البلدة. في 10 ديسمبر زعمت وكالة أنباء آرانيوز الموالية للمعارضة أن الجيش فرض سيطرته على داريا ولكن لم يتم تأكيده بشكل مستقل.
في منتصف ديسمبر أفاد مصدر عسكري أن اللواء 105 للحرس الجمهوري كان في منطقة جوبر الشرقية تحت السيطرة الكاملة على الحرائق وأن حوالي 800 متمرد كانوا محاصرين داخل منطقة المدينة دون أي وسيلة للتراجع تقريبا.